# Adostars
Adostars (anciennement Génération Égo) est une bande dessinée française scénarisée par Laurent Noblet et dessinée par Philippe Bercovici aux éditions Dupuis.

## Synopsis
La série raconte l'histoire de quatre adolescents narcissiques qui rêvent de devenir des vedettes, mais sans en avoir le talent. Ils passent donc leurs aventures à attendre l'appel de leur destin sans jamais cesser d'essuyer des refus à divers castings. 

## Historique
Entièrement créée par Laurent Noblet, la série était à l'origine dessinée par le dessinateur Steven. Abandonnée après une quinzaine de gags publiés dans l'hebdomadaire Spirou, elle fut reprise quelques années après avec, au dessin, Bercovici.

## Personnages
- Fuso : le seul personnage de la série qui soit un chien (son père est humain), il rêve d'être chanteur
- Aspartine : une grande échalote blonde qui rêve d'être mannequin
- Rotatine : une fille aux cheveux noirs avec des lunettes carrés qui veut être poète
- Stratobaf : un rouquin avec des lunettes soleil oranges qui veut être musicien dans le style électro

## Publication

### Albums
1. Presque Célèbres (2007)
2. Toujours pas Célèbres ? (2008)
3. J'habite chez un ado ! (Octobre 2009)